# Mont Bandai
Pour les articles homonymes, voir Bandai.
Le mont Bandai ou Bandaï (磐梯山, Bandai-san) ou Aizu-fuji (会津富士) est un volcan du Japon situé dans le centre-nord de Honshū, dans la préfecture de Fukushima. Culminant à 1 816 mètres d'altitude, ce stratovolcan actif a connu sa dernière éruption en 1888, tuant environ 500 personnes et donnant naissance à trois lacs. Il fait partie des 100 montagnes célèbres du Japon.

## Géographie

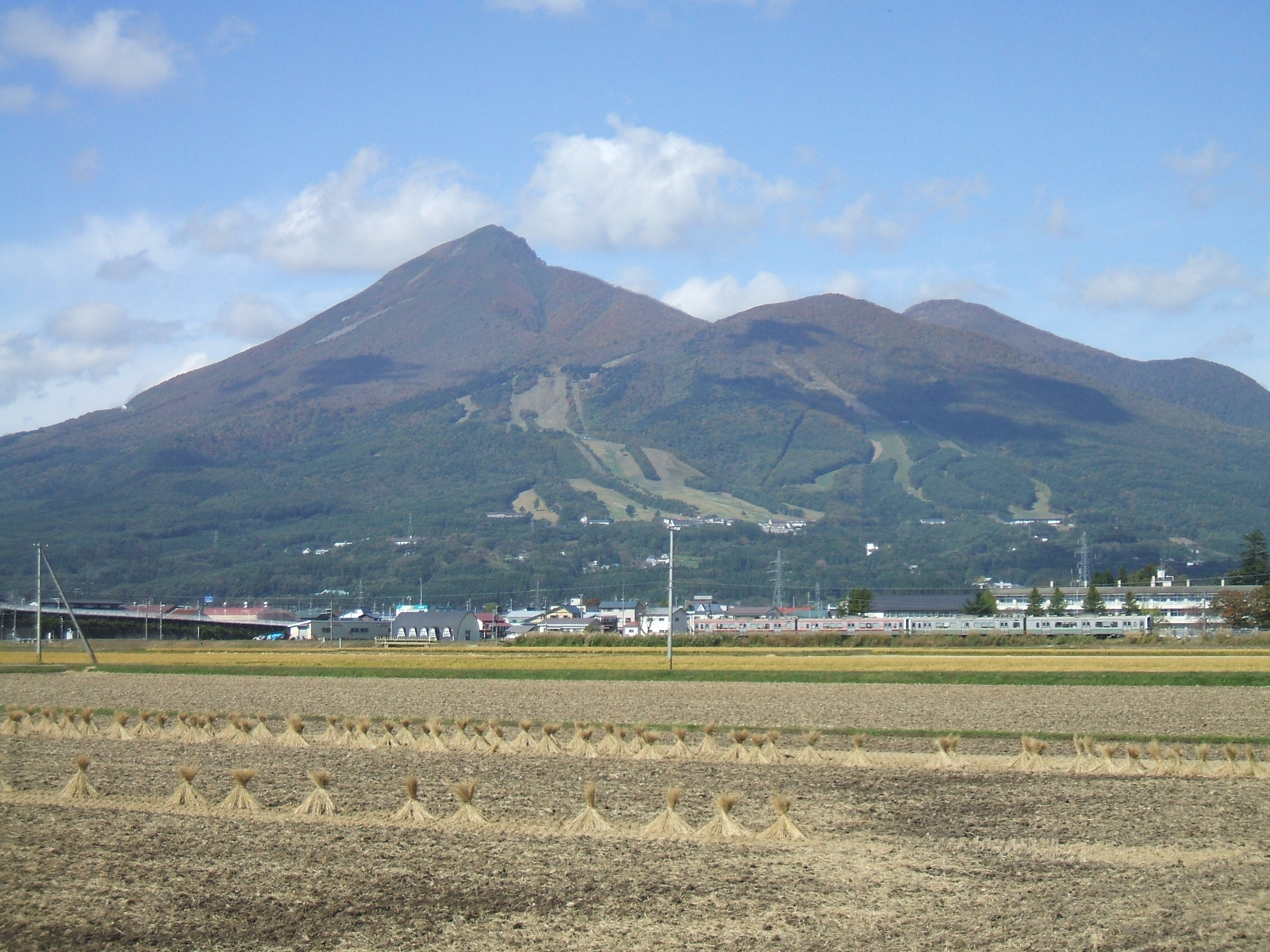
Vue du mont Bandai depuis le sud-est avec l'O-Bandai sur la gauche.

Le mont Bandai est situé dans le centre-nord de Honshū, la plus grande île du Japon. Plus précisément, il s'élève à peu près au centre de la préfecture de Fukushima, dans le district de Yama, à cheval sur les communes de Bandai à l'ouest, et d'Inawashiro à l'est. Il est entouré par les lacs Hibara et Onogawa au nord, le lac Akimoto au nord-est, des montagnes peu élevées à l'est, le lac Inawashiro au sud, la ville d'Aizuwakamatsu au sud-ouest et le mont Nekoma à l'ouest. Le pied de la montagne au sud constitue une importante voie de communication traversant Honshū d'est en ouest avec une voie de chemin de fer et une autoroute reliant Niigata sur la côte ouest à l'autoroute du Tōhoku à l'est. Administrativement, le mont Bandai se trouve dans la préfecture de Fukushima de la région de Tōhoku et il est entièrement inclus dans le parc national de Bandai-Asahi,.
La montagne de forme conique est éventrée par une caldeira en fer à cheval ouverte en direction du nord. Juste au sud du rebord de cette caldeira, le O-Bandai constitue le point culminant de la montagne avec 1 816 mètres d'altitude,,. Le volcan est constitué de plusieurs stratovolcans imbriqués de nature andésitique dont certains se sont effondrés. C'est le cas du Ko-Bandai qui a formé la caldeira actuelle lors de l'éruption de 1888.

## Histoire
L'O-Bandai s'élève à l'emplacement d'une ancienne caldeira formée il y a 40 000 ans. Au cours de cette éruption, un glissement de terrain a produit l'avalanche de débris Okinajima en direction du sud-ouest tandis que le volcan était secoué d'explosions pliniennes. La dernière éruption du volcan s'est produite le 15 juillet 1888. Elle a vu le cône du Ko-Bandai s'effondrer en direction du nord en créant une avalanche de débris qui a englouti plusieurs villages et barré les vallées situées au nord du volcan, donnant naissance aux lacs Hibara, Onogawa et Akimoto. Cette éruption, bien que catastrophique, n'était pas magmatique mais phréatique avec des explosions d'indice d'explosivité volcanique de 4 ; la dernière éruption magmatique s'est produite il y a 25 000 ans.

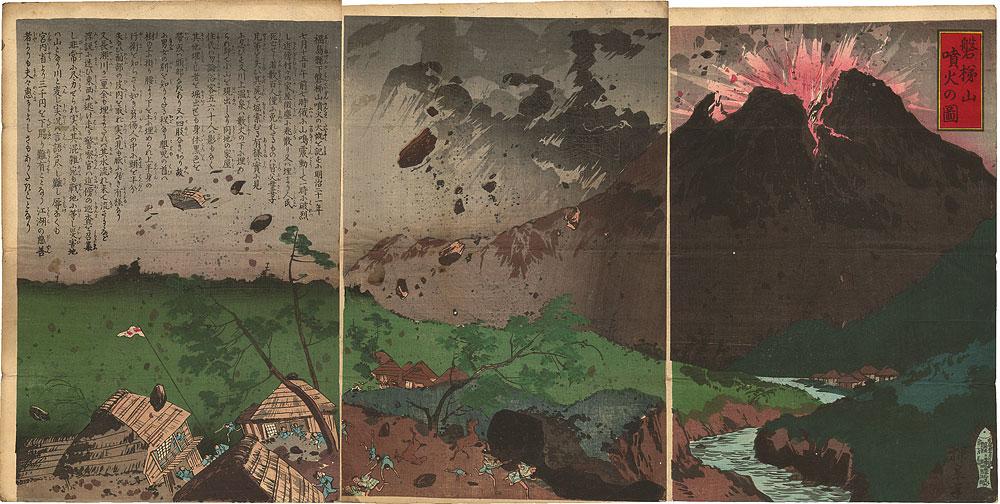
Ukiyo-e représentant l'éruption volcanique du mont Bandai en 1888.

## Tourisme
Ses pentes sud-est, sud et sud-ouest sont occupées par trois stations de sports d'hiver.